# 厂盐会馆
厂盐会馆位于扬州市广陵区新仓巷62号，现存门楼，列为扬州市文物保护单位。